# Macé Ruette
Pour les articles homonymes, voir Ruette.
Macé Ruette, né en 1584 et mort en 1644, est un relieur français du XVIIe siècle, relieur des rois Louis XIII et Louis XIV. 
Il est le père du relieur Antoine Ruette, également relieur du roi.

## Biographie
Macé Ruette naît en 1584. Il commence son apprentissage en 1598 chez le libraire-relieur Dominique Salis, puis s'installe à son compte en 1606. Il établit sa notoriété en réalisant des reliures pour la famille royale dans le style « à la Duseuil », avec des décors de fleurons XVIIe siècle et compositions « à la Gerbe ». C'est à lui qu'est attribuée la première utilisation du papier marbré pour les gardes des reliures, ainsi que l'utilisation de la marbrure sur le cuir,.
Il devient administrateur de la Confrérie du livre en 1629, jusqu'en 1634, année où il reçoit le titre de relieur du roi Louis XIII à la mort de Clovis Ève.
Lorsqu'il meurt en 1644, son fils Antoine Ruette lui succède en reprenant son atelier et le titre de « relieur du roi » pour Louis XIV,.